# Maršová-Rašov
Maršová-Rašov és un poble i municipi d'Eslovàquia que es troba a la regió de Žilina, al centre-nord del país. El 2023 tenia 1.074 habitants.

## Demografia
| Godina             | 1994 | 2004   | 2014 | 2024    |
| ------------------ | ---- | ------ | ---- | ------- |
| Nombre de persones | 728  | 780    | 858  | 1066    |
| Diferència         |      | +7,14% | +10% | +24,24% |

| Godina             | 2023 | 2024   |
| ------------------ | ---- | ------ |
| Nombre de persones | 1064 | 1066   |
| Diferència         |      | +0,18% |